# Dikson (Krasnojarsk)
Dikson (russisch Диксон) ist die nördlichste Siedlung und Hafenstadt im Mündungsgebiet des Jenissei in die Karasee. Dikson war einst Angelpunkt für die Nordostpassage und Ausgangspunkt vieler Polarexpeditionen. Heute ist Dikson eine Siedlung städtischen Typs in der sibirischen Region Krasnojarsk (früher Autonomer Kreis Taimyr) in Russland mit 676 Einwohnern (Stand 14. Oktober 2010).

## Geographie
Dikson liegt am östlichen Ausgang der Jenissei-Bucht in die Karasee, sowohl auf der ebenfalls Dikson genannten Insel als auch auf dem gegenüberliegenden sibirischen Festland. Im zwischen Insel und Festland geschützten Meeresbereich befindet sich ein Seehafen sowie auf der Insel unmittelbar nördlich der Siedlung ein Flughafen (ICAO-Code UODD), der durch eine Fähre mit dem Hauptort verbunden ist, die einmal täglich verkehrt und zusätzlich jeweils direkt nach der Ankunft eines Flugzeugs.

## Geschichte
Dikson ist nach der gleichnamigen Insel benannt, die seit dem 17. Jahrhundert als Dolgy („Die Lange“) oder Kuzkin (nach dem ersten Entdecker) bekannt war, 1875 jedoch von Adolf Erik Nordenskiöld nach seinem Förderer Baron Oscar Dickson, einem Seefahrer, Entdecker und Sponsor von Arktisexpeditionen umbenannt wurde. In der russifizierten Version entfiel das „c“ im Namen, der seit 1884 amtlich ist. Die erste Siedlung auf der Insel entstand 1915 um den ersten russischen Radiosender in der Arktis. In den 1930er Jahren baute die sowjetische Hauptverwaltung Nördlicher Seeweg im Rahmen der Schiffbarmachung der Nordostpassage den Seehafen. Während des Zweiten Weltkrieges wurde Dikson zum Kriegshafen und diente dem Schutz und als Zwischenstation der sowjetischen Nachschubkonvois durch das Nordmeer. Als solcher wurde Dikson eines der Ziele des Unternehmens Wunderland der deutschen Kriegsmarine; am 27. August 1942 beschoss die Admiral Scheer den Hafen und beschädigte die Hafenanlagen sowie zwei Schiffe. Der Flughafen wurde während des Kalten Krieges auf der vorgelagerten Insel gebaut. Zu der Zeit wurden auch einige Militäreinheiten stationiert. Nach geheimen Unterlagen der CIA aus dem Jahr 1952, die zwischenzeitlich veröffentlicht wurden, war Dikson einer der Standorte für die strategische Bomberflotte der Sowjetunion, die zu der Zeit aus Tupolew-Tu-4-Maschinen bestand. 1956 erhielt Dikson den Status einer Siedlung städtischen Typs.
In den 1980er Jahren erlebte der Ort einen kurzzeitigen Boom, nachdem der Generalsekretär der KPdSU, Michail Gorbatschow, den Ausbau der Nordostpassage ankündigte und Dikson auf eine deutliche Zunahme des Seeverkehrs hoffen konnte. Bis zu 7,5 Millionen Tonnen Fracht jährlich wurden vorübergehend über die Nordostpassage befördert. Damals wurden mehrere Wohnblocks errichtet, die heute zumeist leer stehen: Die Zahl der Einwohner sank von fast 5000 auf unter 700. Die Nordostpassage wird nur noch westlich von Norilsk nennenswert genutzt (ca. 1 Million Tonnen Fracht jährlich), in Dikson sank der Umschlag auf 3000 Tonnen. Auch der sommerliche Ausflugsverkehr auf dem Jenissei erreicht den Ort nicht: Die Schiffe wenden in Dudinka, etwa 650 Flusskilometer südlich. Gewöhnlich schmilzt das küstennahe Eis in diesen Breiten erst Mitte Juni und beginnt bereits Anfang Oktober wieder zuzufrieren. Die Polarnacht dauert etwa 82 Tage. Vom 8. Dezember bis 5. Januar ist es stockdunkel, gibt es am Horizont also nicht einmal Dämmerlicht. Berüchtigt sind die „schwarzen Schneestürme“ mit Windgeschwindigkeiten bis zu 40 m/s. Da die Provinzhauptstadt Krasnojarsk 2507 Kilometer entfernt ist, sehen sich die Einwohner überwiegend auf sich allein gestellt, als „Tundra-Insel“. Besucher, die nach Dikson reisen wollen, auch russische, benötigen generell eine Sondererlaubnis.

### Bevölkerungsentwicklung
| Jahr | Einwohner |
| ---- | --------- |
| 1959 | 3470      |
| 1970 | 3889      |
| 1989 | 4449      |
| 2002 | 1198      |
| 2010 | 676       |

Anmerkung: Volkszählungsdaten

## Wirtschaft
1957 wurden die Siedlungen auf Festland und Insel zur Gemeinde Dikson zusammengeschlossen. Bis zum Ende der Sowjetunion blieb Dikson ein wichtiger Hafen, doch sank seitdem die Bevölkerung erheblich: von Mitte der 1980er-Jahre bis heute um über 85 %. Die Sommersaison im Seeverkehr beschränkt sich auf Mitte August bis Ende September, wo in geringem Umfang auch Passagiere befördert werden. Außerhalb dieses Zeitraums sind Schiffe auf die Hilfe von Eisbrechern angewiesen. Zur umgeschlagenen Fracht zählen neben Erdölprodukten und Holz vor allem Kies und Sand, sowie Versorgungsgüter für die Bevölkerung. Erreichbar ist der Ort außer über den Seeweg nur mit unregelmäßigen, rund zweistündigen Linien-Flügen der KrasAvia ab Norilsk (zuletzt jeweils mittwochs), für die Tickets nur am Schalter vor Ort erhältlich sind, oder im Charterverkehr mit Helikoptern.
Nach der Entdeckung des riesigen sibirischen Erdölfeldes Wankor 1988 prüften Konzerne wie Rosneft und Shell, ob es möglich sein würde, das geförderte Öl über Dikson zu verschiffen, was dem Küstenort einen wirtschaftlichen Aufschwung gebracht hätte. Die Rede war von einer 780 Kilometer langen Pipeline mit sieben Pumpstationen und einer Jahreskapazität von 18 Millionen Tonnen. Damit hätte die Produktion nach Angaben der Rosneft-Tochterfirma Vankorneft verdoppelt werden können. Diese Pläne zerschlugen sich aufgrund des sinkenden Ölpreises allerdings schnell, das Öl wird über das russische Pipeline-Netz Richtung China (Ostsibirisch-pazifische Pipeline) und Baltikum (BPS-2) abtransportiert.

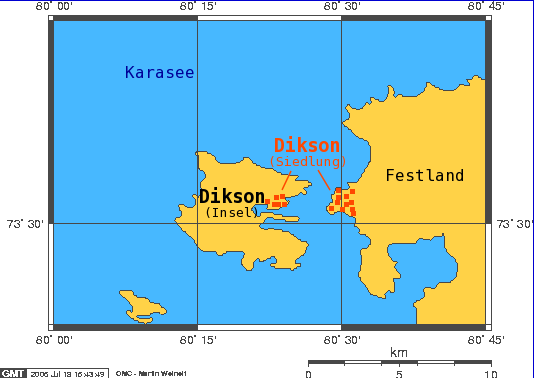
Karte von Dikson
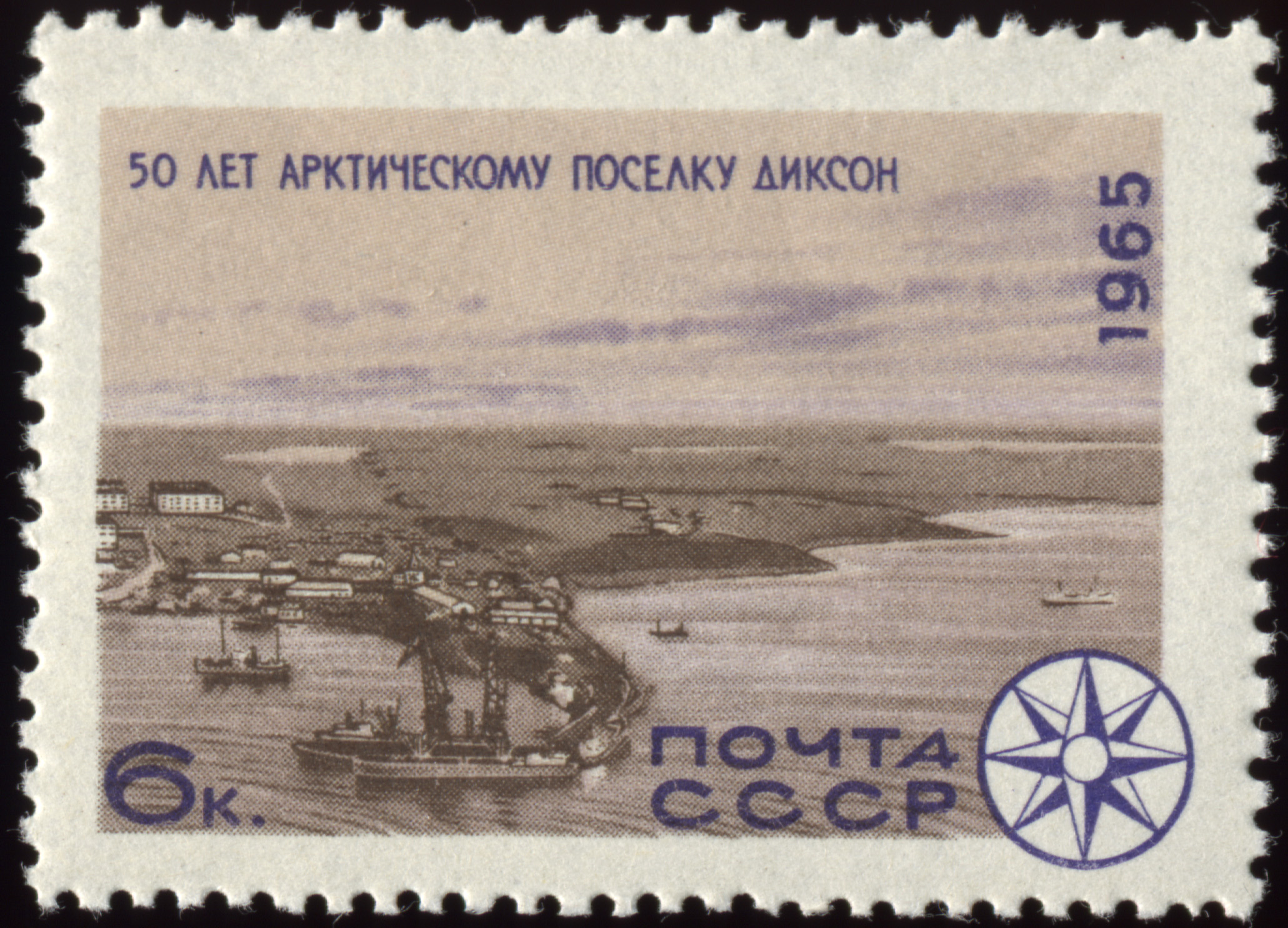
Briefmarke 50 Jahre Dikson
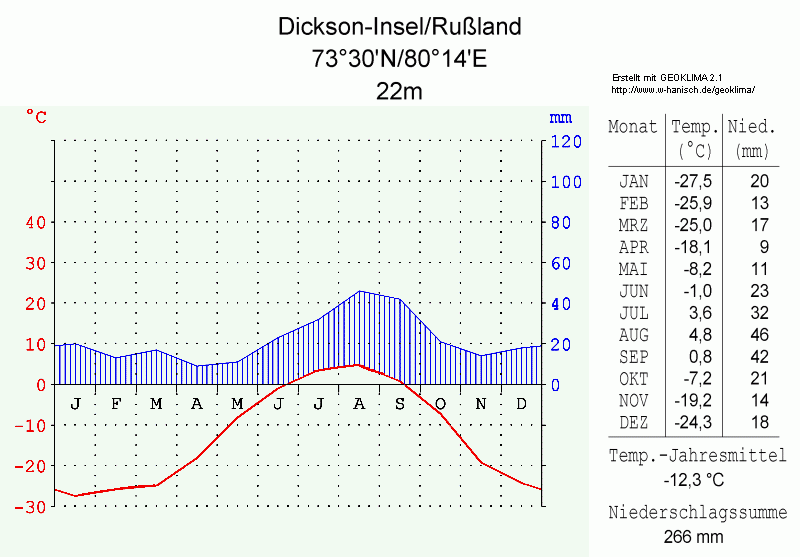
Klimadiagramm von Dikson